# Пор-Бай-сюр-Мер
Пор-Бай-сюр-Мер (фр. Port-Bail-sur-Mer) — муніципалітет у Франції, у регіоні Нижня Нормандія, департамент Манш. Пор-Бай-сюр-Мер утворено 1 січня 2019 року шляхом злиття муніципалітетів Деннвіль, Порбай i Сен-Ло-д'Урвіль. Адміністративним центром муніципалітету є Порбай. Населення — 2534 особи (01.01.2021).